# 讓它去吧
《讓它去吧》又稱為《讓它去》，是英國搖滾樂團披头士發布的第十二张专辑，亦是最後一張录音室专辑，由制作人菲尔·斯佩克特監製。1970年5月8日，在樂團拆夥的一個月後，苹果唱片於英国发行，十天之後於美国发行這專輯。大部份的歌曲灌錄於1969年1月，在《艾比路》專輯的錄製和發布之前，基於這個原因，一些歌迷和評論家認為：《艾比路》才是樂團的最後一張專輯，《讓它去吧》應該是倒數第二。

## 背景
1968年年末，披頭四放棄了現場表演兩年多後，保羅·麥卡尼渴望樂團重返舞台表演。當年的《白色專輯》錄音環節已經看到隊員間一些嚴重的爭論，和逐漸趨向緊張的關係。麥卡尼認為樂隊因為多年沒有作現場演奏，已失去凝聚力；在錄音室工作偏向於個人發揮及運用複雜的音樂編排，而不是以樂團作為一個群體，有需要重新振作。

### 策劃
這張專輯原本定名為《回來》（英語：Get Back），錄音製作於1969年1月2日開始在特威克南电影工作室進行，計劃會成為紀錄片一部份，顯示披頭四準備返回舞台表演。這個項目由樂隊成員保羅·麥卡尼策劃，但綵排拍攝並不順利，隊員之間產生磨擦，導致乔治·哈里森的臨時離隊，後來披頭四撤離特威克南电影工作室。在哈里森歸隊之後，於1969年1月22日在苹果录音室重新開始工作，並在客席樂手Billy Preston的幫助下，完成了所有錄音。單曲《I Me Mine》是披頭四最後灌錄的歌曲，於1970年1月3日在阿比路录音室完成。

### 錄製
《Let It Be》專輯大部分录音工作开始于上一张专辑《Abbey Road》发行前的1969年1月，在所有录音完成之后，对于每首歌曲一遍又一遍的重复录制，产生很多不同的版本。四位隊员都没有意欲在當中挑选最好的放进专辑內。它的混音及編排首先交給制作人Glyn John，但他們不喜歡這個版本，不久之后，再交到唱片监制菲尔·斯佩克特手中。最终在1970年5月8日，乐队解散一個月之后，专辑才以「Let it Be」（讓它去）为名推出。

## 排行榜
《Let It Be》专辑在《滚石杂志》於2003年发布的「五百大专辑」名單中排行第86位。然而，在《滚石》2012年的版本，則調整至第392位。這专辑在美國及英國皆打上排行榜冠軍位置；而單曲《Get Back》、《Let It Be》及《The Long and Winding Road》亦登上排行榜榜首。《Let It Be... Naked》專輯發布於2003年，是《Let It Be》專輯的另一個版本，它棄用大部分斯佩克特的製作，並起用一些不同版本的歌曲。

## 專輯曲目
| 順序 | 歌名                      | 演唱                    | 作詞                                          | 作曲                                          | 製作人                                | 時間 |
| ---- | ------------------------- | ----------------------- | --------------------------------------------- | --------------------------------------------- | ------------------------------------- | ---- |
| 01   | Two of Us                 | 保罗·麦卡特尼 约翰·列侬 | 保罗·麦卡特尼                                 | 保罗·麦卡特尼                                 | 菲尔·斯佩克特                         | 3:33 |
| 02   | Dig a Pony                | 约翰·列侬               | 约翰·列侬                                     | 约翰·列侬                                     | 菲尔·斯佩克特                         | 3:52 |
| 03   | Across the Universe       | 约翰·列侬               | 约翰·列侬                                     | 约翰·列侬                                     | 乔治·马丁 菲尔·斯佩克特               | 3:47 |
| 04   | I Me Mine                 | 乔治·哈里森             | 乔治·哈里森                                   | 乔治·哈里森                                   | 菲尔·斯佩克特                         | 2:25 |
| 05   | Dig It                    | 约翰·列侬               | 约翰·列侬 保罗·麦卡特尼 乔治·哈里森 林格·斯塔 | 约翰·列侬 保罗·麦卡特尼 乔治·哈里森 林格·斯塔 | 菲尔·斯佩克特                         | 0:49 |
| 06   | Let It Be                 | 保罗·麦卡特尼           | 保罗·麦卡特尼                                 | 保罗·麦卡特尼                                 | 乔治·马丁 克里斯·托马斯 菲尔·斯佩克特 | 4:04 |
| 07   | Maggie Mae                | 约翰·列侬 保罗·麦卡特尼 | 约翰·列侬 保罗·麦卡特尼 乔治·哈里森 林格·斯塔 | 约翰·列侬 保罗·麦卡特尼 乔治·哈里森 林格·斯塔 | 菲尔·斯佩克特                         | 0:41 |
| 08   | I've Got a Feeling        | 保罗·麦卡特尼 约翰·列侬 | 约翰·列侬 保罗·麦卡特尼                       | 约翰·列侬 保罗·麦卡特尼                       | 菲尔·斯佩克特                         | 3:37 |
| 09   | One After 909             | 约翰·列侬 保罗·麦卡特尼 | 约翰·列侬                                     | 约翰·列侬                                     | 菲尔·斯佩克特                         | 2:52 |
| 10   | The Long and Winding Road | 保罗·麦卡特尼           | 保罗·麦卡特尼                                 | 保罗·麦卡特尼                                 | 乔治·马丁 菲尔·斯佩克特               | 3:37 |
| 11   | For You Blue              | 乔治·哈里森             | 乔治·哈里森                                   | 乔治·哈里森                                   | 菲尔·斯佩克特                         | 2:32 |
| 12   | Get Back                  | 保罗·麦卡特尼           | 保罗·麦卡特尼                                 | 保罗·麦卡特尼                                 | 乔治·马丁 菲尔·斯佩克特               | 3:07 |

## 外部連結
The Beatles 官方网站 Let It Be 页面  （页面存档备份，存于）